# Kwamalasamutu
Kwamalasamutu, indijansko selo na jugozapadu Surinama u okrugu Sipaliwini, na rijeci Sipaliwini. U selu danas živi pripadnika 12 različitih plemena, a izvorno pripada plemenu Tiriyó. Ostali su Saketa, Maraxó, Sirewu, Katuena (i Tunayana, navedeni zajedno), Okômoyána, Aramayana ili Aramagóto, Mawayana, Sikiyana, Pireuyana, Akuriyó, Waiwai.

## Vanjske poveznice
- Shamans and Apprentices Programme: Promotion and Integration of Traditional Medicine
- Photos of kwamalasamutu in Suriname